# Đá Xu Bi
Đá Xu Bi (tiếng Anh: Subi Reef; tiếng Filipino: Zamora; tiếng Trung: 渚碧礁; bính âm: Zhǔbì jiāo; Hán-Việt: Chử Bích tiêu) là một rạn san hô vòng thuộc cụm Thị Tứ của quần đảo Trường Sa. Đá này nằm cách đảo Thị Tứ khoảng 26 km về phía tây nam.
| Đá Cái Vung Đảo Thị Tứ Đá Trâm Đức Đá Vĩnh Hảo Đá Tri Lễ Đá Hoài Ân Đá Xu Bi Ảnh chụp vệ tinh đá Xu Bi và các thực thể thuộc Cụm Thị Tứ (nguồn: NASA). |

Đá Xu Bi là đối tượng tranh chấp giữa Việt Nam, Đài Loan, Philippines và Trung Quốc. Trung Quốc kiểm soát rạn vòng này từ năm 1988 đến nay.

## Đặc điểm
Chiều dài tính theo trục đông bắc-tây nam là khoảng 5,7 km và nơi rộng nhất của vụng biển là hơn 3,7 km.
Từ thời điểm chiếm đóng cho đến đầu năm 2015, Trung Quốc đã xây dựng một tòa nhà bốn tầng, hai doanh trại cho quân lính, một vòm che radar và một ngọn đèn biển tại đá Xu Bi. Ngoài ra, Trung Quốc còn có dự định xây một đường băng tại đây.

Từ đầu năm 2015 đến tháng 7 năm 2016 Trung Quốc gia tăng ồ ạt các hoạt động cải tạo đá Xu Bi, và đã hoàn tất nhiều công trình tại đây trong đó đáng chú ý là một đường băng 3.250m x 55m, dài nhất trong các đường băng hiện có tại khu vực Biển Đông.

## Vũ trang hóa
Đài CNBC của Mỹ ngày 2-5-2018 dẫn các nguồn tin tình báo cho biết các tên lửa hành trình chống hạm YJ-12B và tên lửa đất đối không HQ-9B đã được Trung Quốc lắp đặt trên ba thực thể Đá Chữ Thập, Xu Bi, Đá Vành Khăn.